# Mariatorget (metrostation)
Mariatorget is een station van de Stockholmse metro, gelegen in het stadsdeel Södermalm vlak bij het gelijknamige plein. Het station ligt aan de rode lijn tussen Slussen en Zinkensdamm. Het station ligt 1 km van Slussen. Het ging open op 5 april 1964. Per dag nemen gemiddeld 17.300 reizigers hier de metro. De ingangen liggen ter hoogte van de Swedenborgsgatan 4 en de Torkel Knutssonsgatan 33. De muurversieringen zijn van de hand van Karin Björquist en Kjell Abramsson.

## Trivia
In de nacht van 18 maart 2008 werd een staaf dynamiet ontdekt tussen dit station en Slussen. De waren oude dynamietstaven die waren blijven liggen toen er aan het station werd gebouwd. De staven konden worden verwijderd nadat in de ochtend het metroverkeer voor een aantal uur was platgelegd.

## Foto's

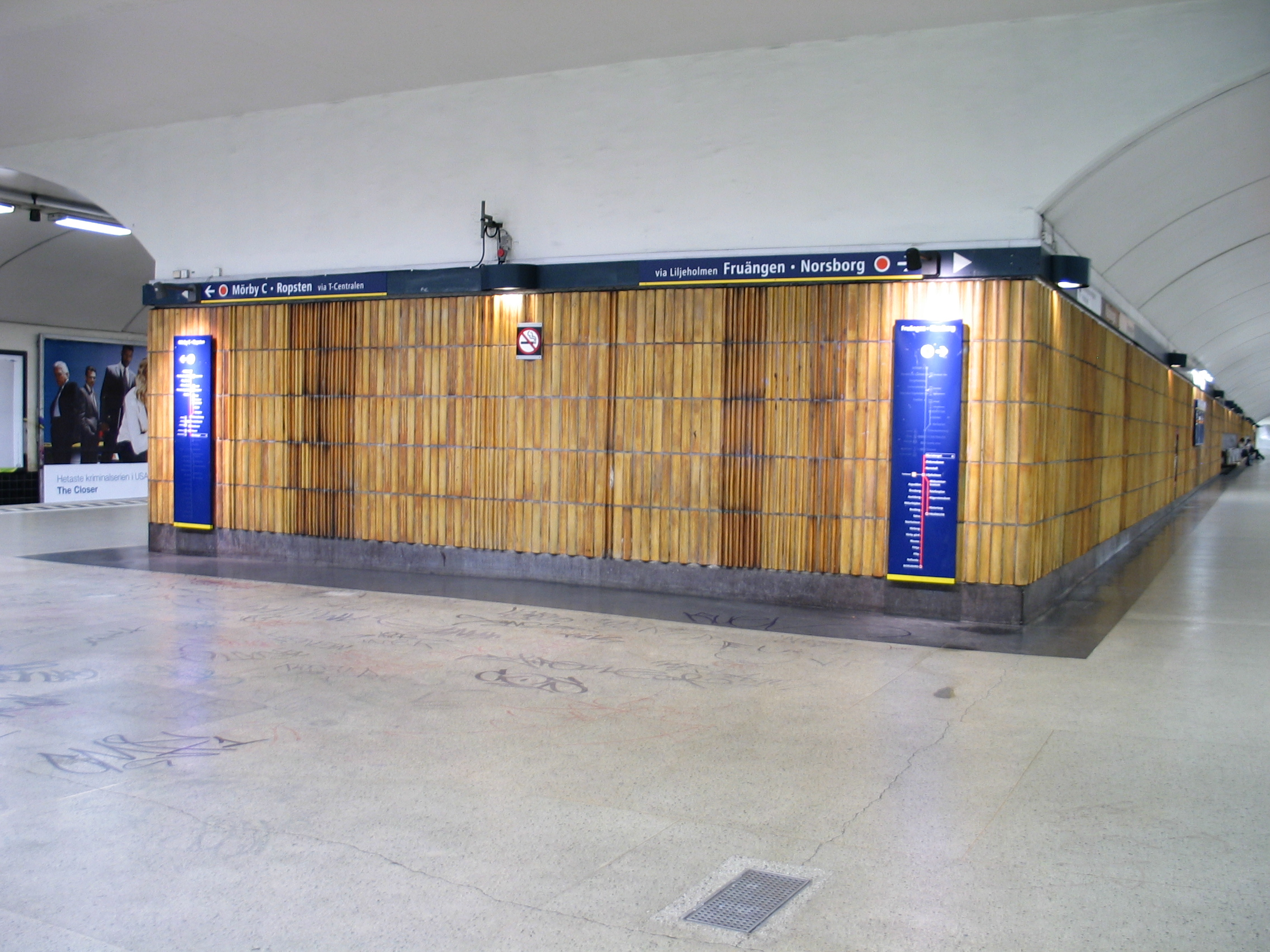
glimp van het interieur
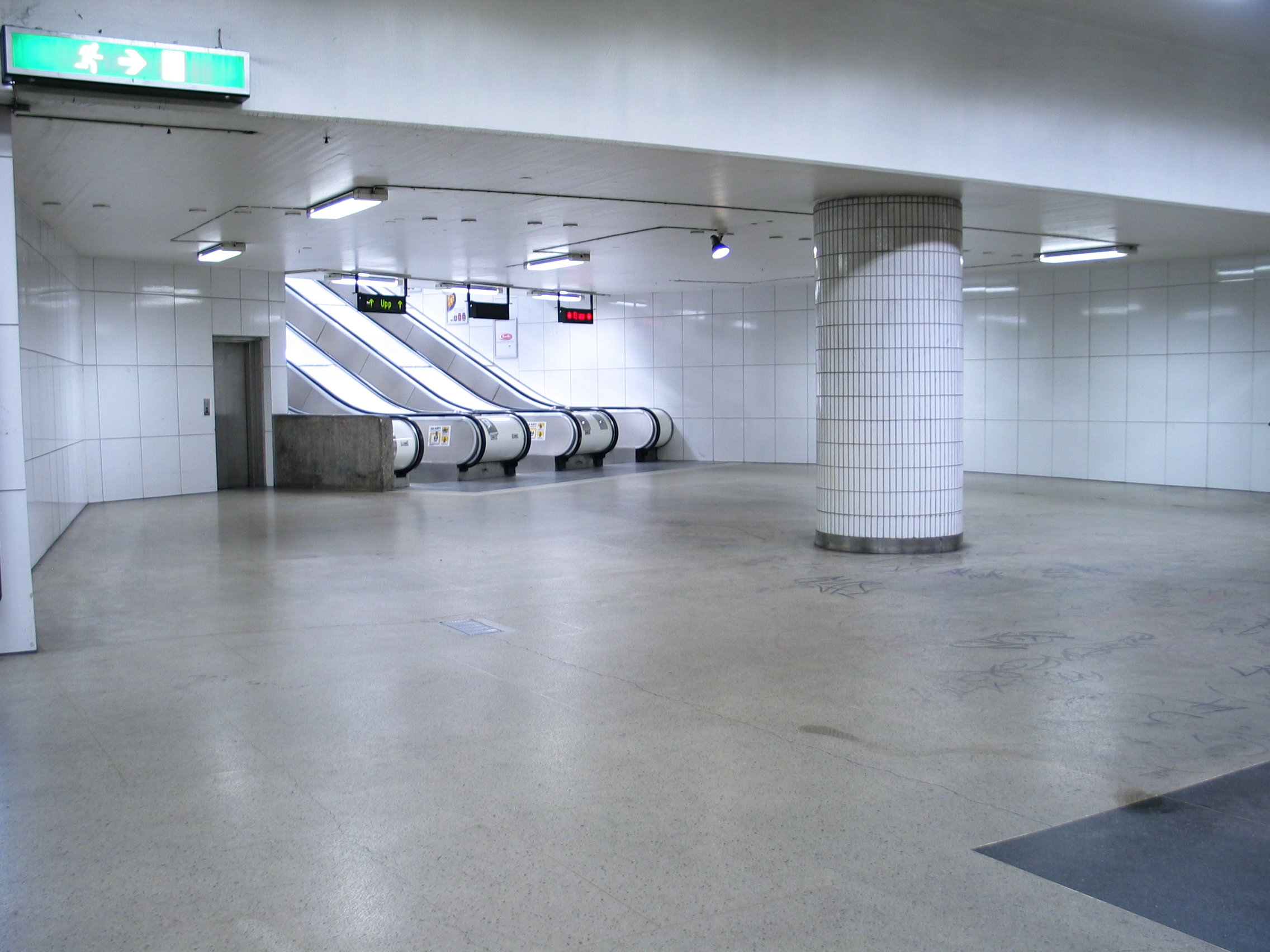
roltrappen